# Oenopia oncina
Oenopia oncina is een keversoort uit de familie lieveheersbeestjes (Coccinellidae). De wetenschappelijke naam van de soort werd voor het eerst geldig gepubliceerd in 1808 door Olivier als Coccinella oncina.